# Розовка (Шахтёрский район)
Розовка (укр. Розівка) — село на Украине, находится в Шахтёрском районе Донецкой области. Находится под контролем Донецкой Народной Республики.

## География

#### Соседние населённые пункты по странам света
СВ: Дружное
С: город Енакиево
СЗ: Авиловка, Шапошниково, Верхняя Крынка (Енакиевский горсовет)
З: Новомосковское, Новомарьевка, Верхняя Крынка (Макеевский горсовет)
ЮЗ, Ю: Нижняя Крынка
ЮВ: город Ждановка
В: Шевченко

## Население
Население по переписи 2001 года составляет 1485 человек.

## История села
Село основано в 1912 году.
Советская власть установлена в декабре 1917 года.
В 1933 году в Розовке создан совхоз им. В. В. Куйбышева, в 1964 году реорганизованный в Енакиевскую птицефабрику. В 1974 году на базе птицефабрики образованы птицесовхоз «Східний» и Енакиевская птицефабрика.— 

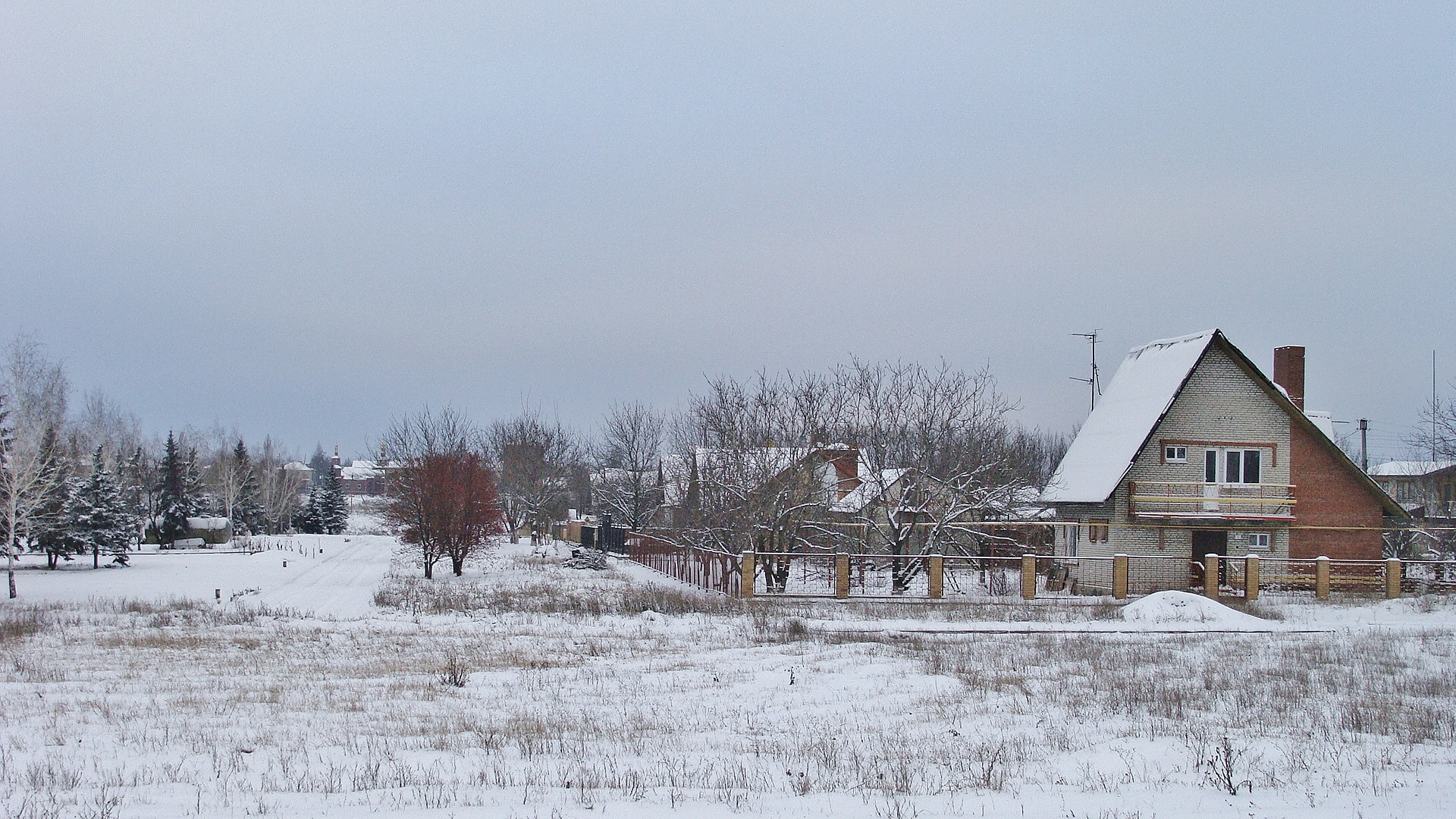
Розовка в декабре 2010.
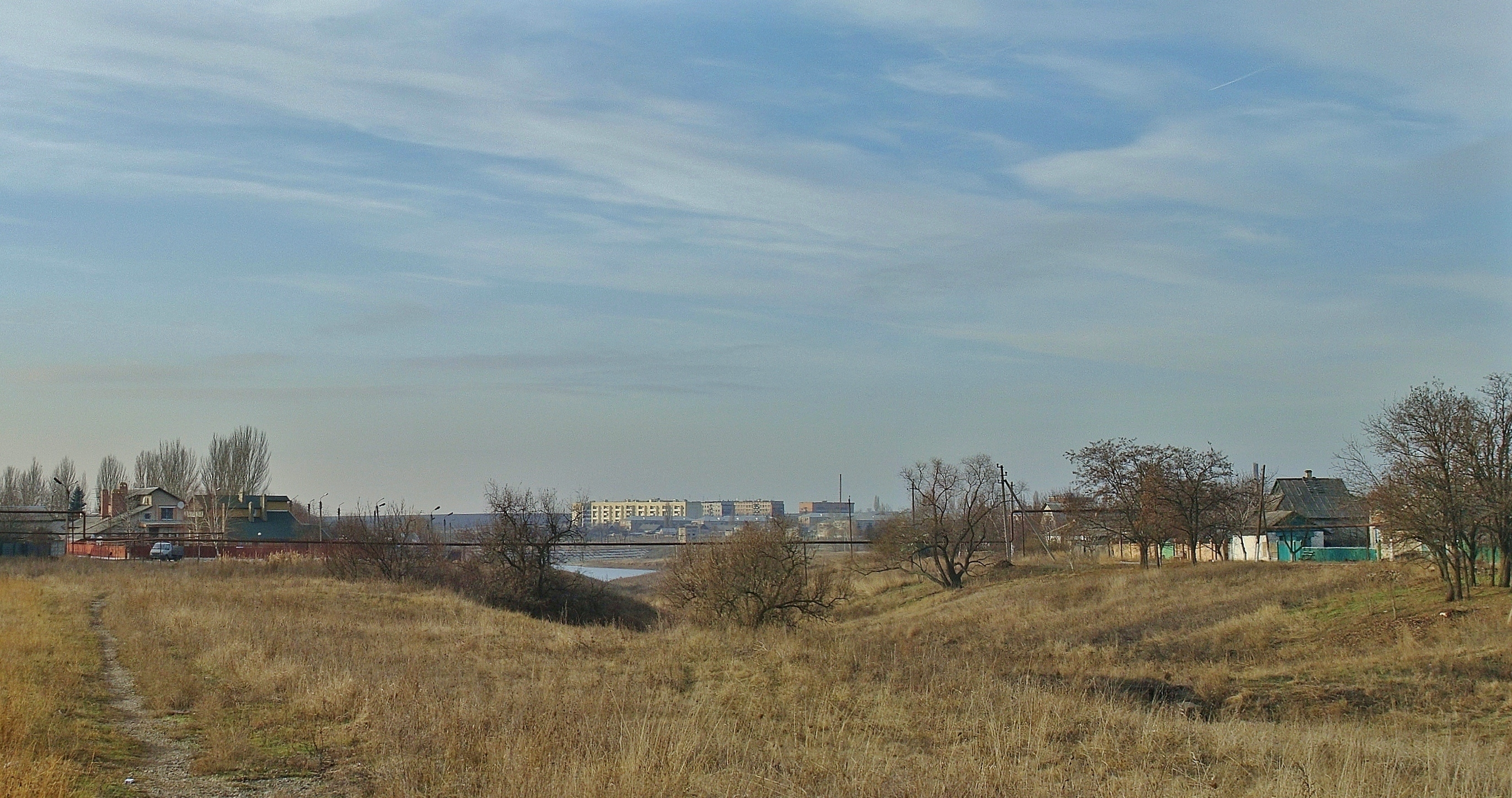
Вид на Розовку.
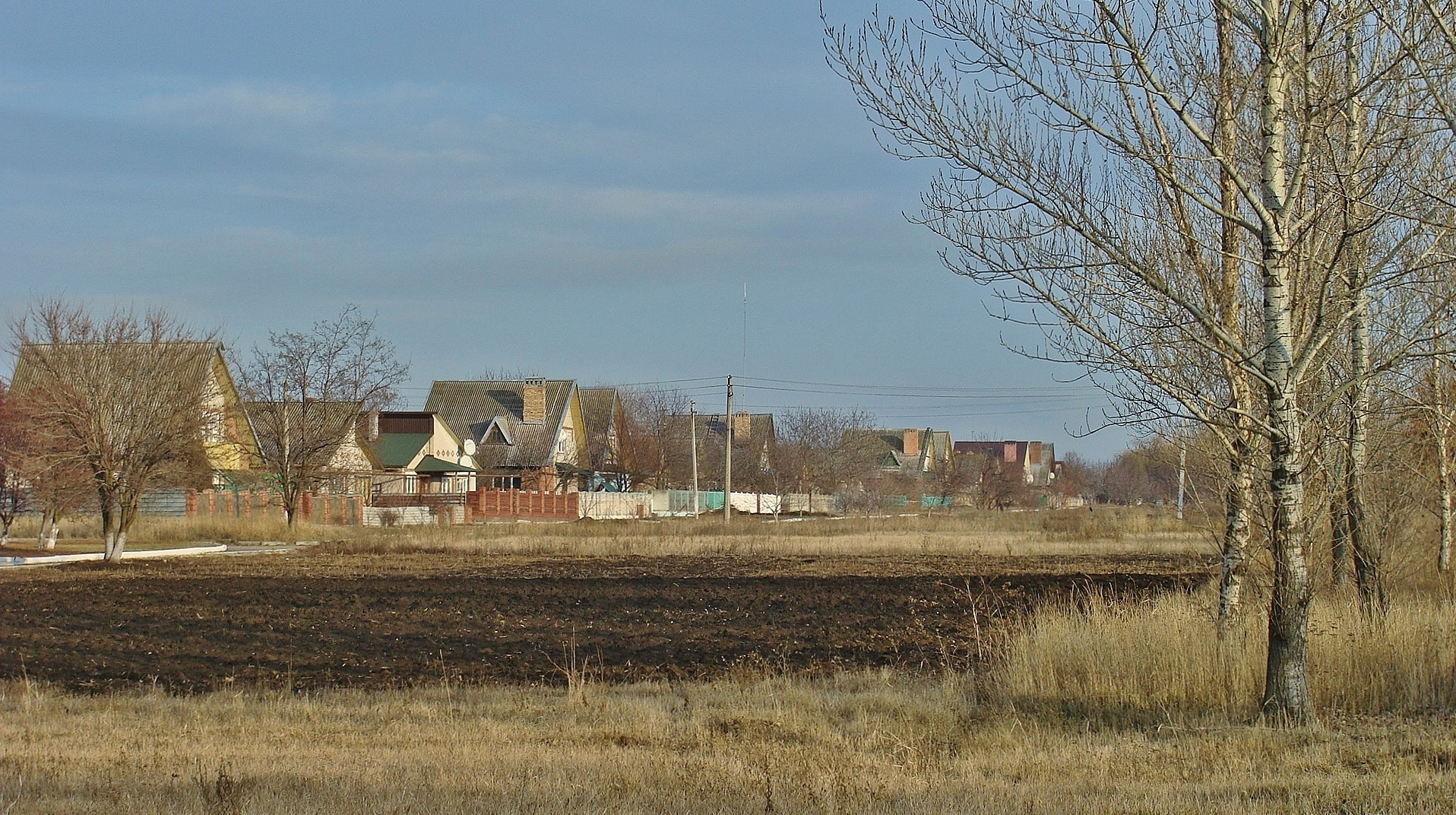
Розовка в декабре 2011.

## Адрес местного совета
86221, Донецкая область, Шахтёрский р-н, с.Розовка, ул.Щорса, 4